# Copa continental Stankovic
La Copa Stankovic es un torneo internacional de baloncesto organizado anualmente por la FIBA. El mismo fue iniciativa del Dr. Carl Men Ky Ching, presidente de la FIBA y con el objetivo de honrar al expresidente serbio Borislav Stanković, por su contribución al mundo del baloncesto. Siendo el único presidente chino de las 28 Federaciones Internacionales de Deporte, el Dr. Ching seleccionó a China como sede del torneo. El mismo se desarrolló en sus primeras nueve ediciones (de 2005 a 2012) en este país, siendo la edición 2013 desarrollada en Japón.

## Ediciones
| Año             | Sede            |                 | Medalla de oro | Final Resultado | Medalla de plata |       | Medalla de bronce | Resultado | Cuarto Lugar |
| 2005 Detalle    | Pekín           | Lituania        | 83-77          | Argentina       | Australia        | 71-58 | China             |           |              |
| 2006 Detalle    | Nanjing/Kunshan | Grecia          | 84-47          | Alemania        | Francia          | 86-74 | Brasil            |           |              |
| 2007 Detalle    | Cantón Macao    | Eslovenia       | 80-76          | China           | Estados Unidos   | 85-72 | Angola            |           |              |
| 2008 Detalle    | Hangzhou        | Angola          | 72-71          | China           | Serbia S20       | 99-85 | Rusia             |           |              |
| 2009 Detalle    | Kunshan         | Australia       | 69-52          | Turquía         | China            | 58-50 | Angola            |           |              |
| 2010 Detalle    | Liuzhou         | Eslovenia       | 71-60          | Australia       | China            | 76-58 | Irán              |           |              |
| 2011 I Detalle  | Haining         | Angola          | 85-66          | Australia       | Rusia            | 50-49 | China             |           |              |
| 2011 II Detalle | Cantón          | Nueva Zelanda   | 80-77          | Rusia           | China            | 64-54 | Angola            |           |              |
| 2012 Detalle    | Cantón          | China           | 70-51          | Australia       | Túnez            | 80-51 | Rusia             |           |              |
| 2013 I Detalle  | Lanzhou         | Australia Univ. | -              | Argentina       | China Olímpica   | -     | Puerto Rico       |           |              |
| 2013 II Detalle | Cantón          | Argentina       | 61-44          | China           | Nigeria          | 70-67 | Puerto Rico       |           |              |
| 2014 Detalle    | Luoyang         | Rusia B         | -              | Eslovenia       | China            | -     | Angola            |           |              |
| 2015 Detalle    | Luoyang         | Nueva Zelanda   | 70-66          | México          | Venezuela B      | 71-68 | China             |           |              |
| 2016 Detalle    | Pekín           | Francia B       |                | Argentina S20   | Nigeria          |       |                   |           |              |
| 2017 Detalle    | Shenzhen        | Alemania B      | 69–65          | Croacia         | China Red        | 90–64 | Egipto B          |           |              |
| 2018 Detalle    | Shenzhen        | Croacia B       |                | Túnez           | China Blue       |       |                   |           |              |
| 2019 Detalle    | Shenzhen        | Croacia B       |                | China           | Túnez            |       |                   |           |              |

## Medallero histórico
| Núm. | País           | Oro | Plata | Bronce | Total |
| ---- | -------------- | --- | ----- | ------ | ----- |
| 1    | Australia      | 2   | 3     | 1      | 6     |
| 2    | Eslovenia      | 2   | 1     | 0      | 3     |
| 3    | Croacia        | 2   | 1     | 0      | 3     |
| 4    | Angola         | 2   | 0     | 0      | 2     |
| 5    | Nueva Zelanda  | 2   | 0     | 0      | 1     |
| 6    | China          | 1   | 4     | 7      | 12    |
| 7    | Argentina      | 1   | 2     | 0      | 3     |
| 8    | Rusia          | 1   | 1     | 1      | 3     |
| 9    | Alemania       | 1   | 1     | 0      | 2     |
| 10   | Lituania       | 1   | 0     | 0      | 1     |
| 11   | Grecia         | 1   | 0     | 0      | 1     |
| 12   | Francia        | 1   | 0     | 1      | 2     |
| 13   | Túnez          | 0   | 1     | 2      | 3     |
| 14   | Turquía        | 0   | 1     | 0      | 1     |
| 15   | México         | 0   | 1     | 0      | 1     |
| 16   | Nigeria        | 0   | 0     | 2      | 2     |
| 17   | Estados Unidos | 0   | 0     | 1      | 1     |
| 18   | Serbia         | 0   | 0     | 1      | 1     |
| 19   | Venezuela      | 0   | 0     | 1      | 1     |

## Participaciones
| País           | 2005              | 2006              | 2007              | 2008              | 2009              | 2010              | 2011/1            | 2011/2            | 2012              | 2013/1            | 2013/2            | 2014              | 2015              | 2016              | 2017              | 2018              | 2019              | Par. |
| -------------- | ----------------- | ----------------- | ----------------- | ----------------- | ----------------- | ----------------- | ----------------- | ----------------- | ----------------- | ----------------- | ----------------- | ----------------- | ----------------- | ----------------- | ----------------- | ----------------- | ----------------- | ---- |
| Angola         | 5º                |                   | 4º                | Medalla de oro    | 4º                |                   | Medalla de oro    | 4º                |                   |                   |                   | 4º                |                   |                   |                   |                   |                   | 7    |
| Argentina      | Medalla de plata  |                   |                   |                   |                   |                   |                   |                   |                   | Medalla de plata  | Medalla de oro    |                   |                   | Medalla de plata  |                   |                   |                   | 4    |
| Australia      | Medalla de bronce | 6º                |                   |                   | Medalla de oro    | Medalla de plata  | Medalla de plata  |                   | Medalla de plata  | Medalla de oro    |                   |                   |                   |                   |                   |                   |                   | 7    |
| Brasil         |                   | 4º                |                   |                   |                   |                   |                   |                   |                   |                   |                   |                   |                   |                   |                   |                   |                   | 1    |
| China          | 4º                | 5º                | Medalla de plata  | Medalla de plata  | Medalla de bronce | Medalla de bronce | 4º                | Medalla de bronce | Medalla de oro    | Medalla de bronce | Medalla de plata  | Medalla de bronce | 4º                | 4º                | Medalla de bronce | Medalla de bronce | Medalla de plata  | 17   |
| Croacia        |                   |                   |                   |                   |                   |                   |                   |                   |                   |                   |                   |                   |                   |                   | Medalla de plata  | Medalla de oro    | Medalla de oro    | 3    |
| Egipto         |                   |                   |                   |                   |                   |                   |                   |                   |                   |                   |                   |                   |                   |                   | 4º                |                   |                   | 1    |
| Finlandia      |                   |                   |                   |                   |                   |                   |                   |                   |                   |                   |                   |                   |                   |                   |                   | 4º                |                   | 1    |
| Francia        |                   | Medalla de bronce |                   |                   |                   |                   |                   |                   |                   |                   |                   |                   |                   | Medalla de oro    |                   |                   |                   | 2    |
| Alemania       |                   | Medalla de plata  |                   |                   |                   |                   |                   |                   |                   | 5º                |                   |                   |                   |                   | Medalla de oro    |                   |                   | 3    |
| Grecia         |                   | Medalla de oro    |                   |                   |                   |                   |                   |                   |                   |                   |                   |                   |                   |                   |                   |                   |                   | 1    |
| Irán           |                   |                   |                   |                   |                   | 4º                |                   |                   |                   |                   |                   |                   |                   |                   |                   |                   |                   | 1    |
| Letonia        |                   |                   |                   |                   |                   |                   |                   |                   |                   |                   |                   |                   |                   |                   |                   |                   | 4º                | 1    |
| Lituania       | Medalla de oro    |                   |                   |                   |                   |                   |                   |                   |                   |                   |                   |                   |                   |                   |                   |                   |                   | 1    |
| México         |                   |                   |                   |                   |                   |                   |                   |                   |                   |                   |                   |                   | Medalla de plata  |                   |                   |                   |                   | 1    |
| Nueva Zelanda  |                   |                   | 5º                |                   |                   |                   |                   | Medalla de oro    |                   |                   |                   |                   | Medalla de oro    |                   |                   |                   |                   | 3    |
| Nigeria        |                   |                   |                   |                   |                   |                   |                   |                   |                   | 6º                | Medalla de bronce |                   |                   | Medalla de bronce |                   |                   |                   | 3    |
| Puerto Rico    | 6º                |                   |                   |                   |                   |                   |                   |                   |                   | 4º                | 4º                |                   |                   |                   |                   |                   |                   | 3    |
| Rusia          |                   |                   |                   | 4º                |                   |                   | Medalla de bronce | Medalla de plata  | 4º                |                   |                   | Medalla de oro    |                   |                   |                   |                   |                   | 5    |
| Serbia         |                   |                   |                   | Medalla de bronce |                   |                   |                   |                   |                   |                   |                   |                   |                   |                   |                   |                   |                   | 1    |
| Eslovenia      |                   |                   | Medalla de oro    |                   |                   | Medalla de oro    |                   |                   |                   |                   |                   | Medalla de plata  |                   |                   |                   |                   |                   | 3    |
| Túnez          |                   |                   |                   |                   |                   |                   |                   |                   | Medalla de bronce |                   |                   |                   |                   |                   |                   | Medalla de plata  | Medalla de bronce | 3    |
| Turquía        |                   |                   |                   |                   | Medalla de plata  |                   |                   |                   |                   |                   |                   |                   |                   |                   |                   |                   |                   | 1    |
| Estados Unidos |                   |                   | Medalla de bronce |                   |                   |                   |                   |                   |                   |                   |                   |                   |                   |                   |                   |                   |                   | 1    |
| Venezuela      |                   |                   | 6º                |                   |                   |                   |                   |                   |                   |                   |                   |                   | Medalla de bronce |                   |                   |                   |                   | 2    |